# Roy Smith (fotbalista)
Roy Smith (* 19. duben 1990) je kostarický fotbalista.

## Reprezentační kariéra
Roy Smith odehrál za kostarický národní tým v roce 2010 celkem 2 reprezentační utkání.

## Statistiky
| Kostarika | Kostarika | Kostarika |
| Roky      | Zápasů    | Gólů      |
| --------- | --------- | --------- |
| 2010      | 2         | 0         |
| Celkem    | 2         | 0         |